# Vajkai Aurél
Vajkai Aurél, születési nevén Wagenhuber Aurél (Kolozsvár, 1903. május 14. – Budapest, 1987. november 29.) etnográfus, a történelemtudományok kandidátusa (1959). Leánya Vajkai Zsófia néprajztudós.

## Élete
1927-ben a Pázmány Péter Tudományegyetem orvosi karán szerzett oklevelet. Figyelme a népi művelődés, a paraszti kultúra felé fordult. Veszprémben, később pedig Keszthelyen volt múzeumi gyakornok, életmódkutatással foglalkozott. 
1939-től Budapesten a Néprajzi Múzeumban dolgozott, pályáján Palotay Gertrúd, Győrffy István, Bátky Zsigmond és Viski Károly irányította.
1942-ben egy ideig Kolozsváron az Erdélyi Tudományos Intézetben Szabó T. Attila munkatársa volt. 1942–1945 között a Magyarságtudományi Intézetben, 1945-től 1949-ig a Néptudományi Intézetben volt tanár. 1946-tól 1948-ig a Pázmány Péter Tudományegyetem néprajzi tanszékén volt előadó. 1949-ben Veszprémbe költözött, még ez évben ő alapította meg a veszprémi Bakony Múzeumot, melynek 1955-ig igazgatója is volt, 1955-től 1965-ig, nyugdíjazásáig pedig mint tudományos osztályvezető dolgozott.
Budapesten, 1987. november 29-én 84 éves korában érte a halál.

## Munkássága
Előszeretettel foglalkozott a népi orvoslással, népi építkezésekkel, ezekről számos cikke, tanulmánya jelent meg szakfolyóiratokban, napilapokban, irodalmi- és hetilapokban.

## Főbb munkái
- Adatok a Felföld népi orvoslásához (Budapest, 1937)
- Adatok a népi orvosláshoz a Bakony-Balaton vidékén (Budapest, 1939)
- Cserszegtomaj (Budapest, 1939)
- Népi orvoslás a Borsavölgyében (Kolozsvár, 1943)
- A magyar népi építkezés és lakás kutatása (Budapest, 1948)
- A Balatonfelvidéki és Bakony vidéki falusi épületek a XVIII. századtól (Budapest, 1957)
- A Bakony néprajza (Budapest, 1959)
- Szentgál. Egy bakonyi falu néprajza (Budapest, 1959)
- Balatonmellék (Budapest, 1964)
- Balaton (Budapest, 1967, több kiadásban is)
- Nagyvázsony (Veszprém, 1970)

## Díjai
A Magyar Néprajzi Társaság 1977. június 15-én Györffy István-emlékéremmel tüntette ki.